# Hwang Sok-yong
Hwang Sok-yong (n. 4 ianuarie 1943) este un scriitor sud coreean.